# Symphyotrichum lateriflorum
Symphyotrichum lateriflorum là một loài thực vật có hoa trong họ Cúc. Loài này được (L.) Á.Löve & D.Löve miêu tả khoa học đầu tiên năm 1982.